# هوت-سبوت
هوت-سبوت (HOT SPOT) هو عبارة عن آلة جافا الافتراضية من أجل برمجيات المخدمات والمستخدمين.
تم إنتاجه من قبل شركة صن يحوي العديد من الميزات والتقنيات مثل :
ترجمة في الوقت المناسب ومكيف الأمثلية
تم تطوير هذا المنتج لأول مرة من قبل شركة لونج فيو تكنولوجيز LONG VIEW TECHNOLOGIES وذلك عام 1999 عند تنفيذ أي برنامج بايت كود BYTE CODE ليقوم بتحليل أداء البرنامج بشكل مستمر.
هوت-سبوت هو المقطع من البرنامج الذي يتم تنفيذه بشكل كثيف ولذلك هو هدف من الأهداف الأمثلية OPTIMIZATOIN
هوت-سبوت يعتبر بشكل واسع أفضل مقدمي الأداء لصفوف الجافا فيرتشوال مشين JVM.
نظريا ولم يجرب بشكل عملي أنه يمكن لـمكيف الأمثلية في JVM أن يتفوق على أداء كود مكتوب يدويا بلغة ++C أو حتى بلغة المجمع ASSEMBLY .

## ميزات الـ هوت-سبوت
يقدم JRE اثنان من ال VIURTUAL MACHINE واحدة للزبون وأخرى للمخدم حيث أن نسخة الزبون
تضبط من أجل التحميل السريع حيث تستفيد من المفسرات وتستخدم المترجمات فقط في ال METHODS الأكثر استخداما، أما نسخة المخدم فيتم التحميل بشكل أبطا في حين أنها تضع مجهودها الأكبر في إنتاج عالي المثالية JIT COMPILATION)).
إن HOT SPOT يقدم ما يلي :
- محمل الصفوف
- BYTE CODE INTERPRETER (مفسر البايت كود)
- آلتين افتراضيتين (VIRTUAL MACHINE) واحدة للزبون وأخرى للمخدم حيث يتم ضبطها بشكل امثلي كل حسب وجهة نظره.
- SEVERAL GARBAGE COLLECTOR
- مجموعة من مكاتب العمل.

يدعم (HOTSPOT) MICROSOFT وجنو/لينكس وSOLARIES من قبل شركة SUN ويدعم MACOS و UNIX من قبل طرف ثالث. 
إن التوكيل (التفويض) DELEGATION : هو مفهوم مهم من اجل استيعاب محمل الصفوف (CLASS LOAD).
ENTER PRETER(COMPUTING) :
يقوم بتنفيذ التعليمات المكتوبة بلغة البرمجة ويستخدم في إحدى الحالات التالية :
1. تنفيذ SOURCE CODE مباشرة
2. ترجمة SOURCE CODE إلى كود ممثل متوسط فعال وينفذه بنفس اللحظة
3. ينفذ كود مخزن مترجم مسبقا من قبل مترجم هو بالأصل جزء من نظام التفسير

JAVA BYTE CODE :
هو شكل التعليمات التي ينفذها ال JVM.
كل تعليمة BYTE CODE تكون بطول بايت واحد أي 256 تعليمة ولكن لا توجد 256 تعليمة وذلك لتفريغ مجموعة من التعليمات مثال:
شركة SUN MICRO SYSTEM التي بنت JVM و JBL والعديد من بيئات العمل JRE وضعت جانبا عدد من التعليمات التي ليست للاستخدام.
LAZY EVALIOTION (التقييم الكسول):
ويدعى أيضا التقييم المؤخر DELAYED EVALIOTION وهو عبارة عن تقنية تأخير الحساب حتى تصبح بحاجة إلى نتيجة التنفيذ.
إن عمل التقييم الكسول يتضمن:
1. التحسين في الأداء بسبب تجنب الحسابات غير الضرورية.
2. تجنب أخطاء الشروط في تقييم التعابير المركبة.
3. القدرة على إنشاء بنى معطيات غير محدودة.
4. القدرة على تعريف بنى التحكم وكأنها توابع عادية.

I